# Strzelanina w Tallahassee (2018)
Strzelanina w Tallahassee – strzelanina, która miała miejsce 2 listopada 2018 roku w studiu jogi w mieście Tallahassee na Florydzie w Stanach Zjednoczonych. Sprawca ataku przybył pod budynek, w którym mieściło się m.in. studio jogi dla kobiet, około 17:37 czasu lokalnego. Zastrzelił 2 ćwiczące kobiety i ranił 4 inne, a następnie uderzył pistoletem w tył głowy mężczyznę, który usiłował im pomóc. Chwilę po dokonaniu tego ataku sprawca popełnił samobójstwo.
Secret Service i instytucje zajmujące się zwalczaniem terroryzmu zaklasyfikowały ten atak jako akt mizoginistycznego terroryzmu popełnionego z nienawiści wobec kobiet.

## Ofiary strzelaniny
Wśród ofiar strzelaniny były niemalże same kobiety, poza mężczyzną, który został uderzony przez sprawcę przy próbie pomocy kobietom; dwoma ofiarami śmiertelnymi były miejscowa lekarka i studentka uniwersytetu.

## Sprawca
Sprawcą był Scott Beierle, były nauczyciel, który został odsunięty od wykonywania zawodu po aktach molestowania seksualnego wobec uczennic. W 2012 i 2016 roku był oskarżany przed sądem o pobicie, w obu sytuacjach miał uderzyć kobiety w ich okolice intymne.
Filmy na portalu YouTube, które zamieszczał napastnik, wskazywały, że utożsamiał się z internetową grupą Incel. Wychwalał w internecie sprawcę masakry w Isla Vista z 2014 roku, Elliota Rodgera, a także publikował mizoginistyczne kawałki wokalne. Opublikował też serię filmów, na których wyrażał niechęć wobec Afroamerykanów, nielegalnych imigrantów i związków międzyrasowych. Międzynarodowe Centrum Antyterrorystyczne w Hadze zaklasyfikowało później popełniony przez niego atak jako mizoginistyczny zamach terrorystyczny.

## Reakcje
W reakcji na zamach miejscowa społeczność zainicjowała dwa czuwania żałobne dla upamiętnienia ofiar strzelaniny. Pierwsze czuwanie odbyło się na Florida State University, a drugie w pobliżu miejsca ataku.
W 2022 roku Secret Service opublikowało raport na temat ataku, w którym określiło go jako akt mizoginicznego ekstremizmu. Sprawca został w nim określony mizoginem i męskim suprematystą.